# Rasagilin
Rasagilin ist ein Arzneistoff zur Behandlung der Parkinson-Krankheit. In den Ländern der Europäischen Union ist es als Methansulfonat-Salz seit Juli 2005 unter dem Handelsnamen Azilect® zugelassen. Rasagilin gehört zur Gruppe der selektiven irreversiblen Monoaminoxidase-Hemmer (MAO-Hemmer) und ist ein MAO-B-Hemmstoff der zweiten Generation. Es hemmt die MAO-B fünf- bis zehnmal stärker als das bislang aus dieser Gruppe verfügbare Selegilin.
Trotz der mit 0,6–2 Stunden kurzen Halbwertszeit des Rasagilin ist nur eine Verabreichung täglich erforderlich, da die MAO-B irreversibel blockiert wird. Die klinische Wirkdauer ist daher durch die Rate der Biosynthese des Enzyms im Körper bestimmt. 
Rasagilin ist für die frühe Monotherapie des idiopathischen Parkinson-Syndroms zugelassen, wobei eine symptomatische Wirksamkeit und eine Verzögerung des Behandlungsbeginns mit einer dopaminergen Therapie durch kontrollierte Studien teilweise belegt ist. Ebenfalls zugelassen ist Rasagilin für die Kombinationsbehandlung von Patienten mit motorischen Fluktuationen.

## Handelsnamen
Rasagilin ist in Deutschland, Österreich, Schweiz sowie der EU unter dem Namen Azilect von Teva und Lundbeck im Handel erhältlich.